# 阿基米德山脉
阿基米德山脉(Montes Archimedes)是月球正面西北部雨海东部高原上的一组山丘，直径约163公里、最大高度2000米。南面与绵延的亚平宁山脉接壤；东侧是腐沼；北面坐落着阿基米德陨石坑。山脉所在区域月面座标为北纬22.99°-27.79°、西经7.51°-3.22°。
阿基米德山脉所占范围约直径163公里，其中主峰所位于的中央70公里区域地形最为崎岖，其它山峰则分散横亘在整个高原，没有特定的结构或模式，许多山峰目前都尚未被命名，阿基米德山脉明显低于相邻的亚平宁山脉。该山脉形成于产生雨海盆地的大撞击，其地质年龄大概可追溯到约38.5亿年前的早雨海世。
阿基米德山脉取名自北面的以古希腊数学家阿基米德命名的阿基米德陨石坑。

## 另请参阅
- 月球山脉列表

## 备注
1. ↑  .   [2016-04-17]. （原始内容存档于2018-05-30）.
2. ↑  .   [2016-04-17]. （原始内容存档于2015-04-28）.